# Kloster Plasy
Das Kloster Plasy (deutsch Kloster Plaß) ist ein ehemaliges Zisterzienserkloster in Plasy im Okres Plzeň-sever in Tschechien und ein Nationales Kulturdenkmal.

## Geschichte

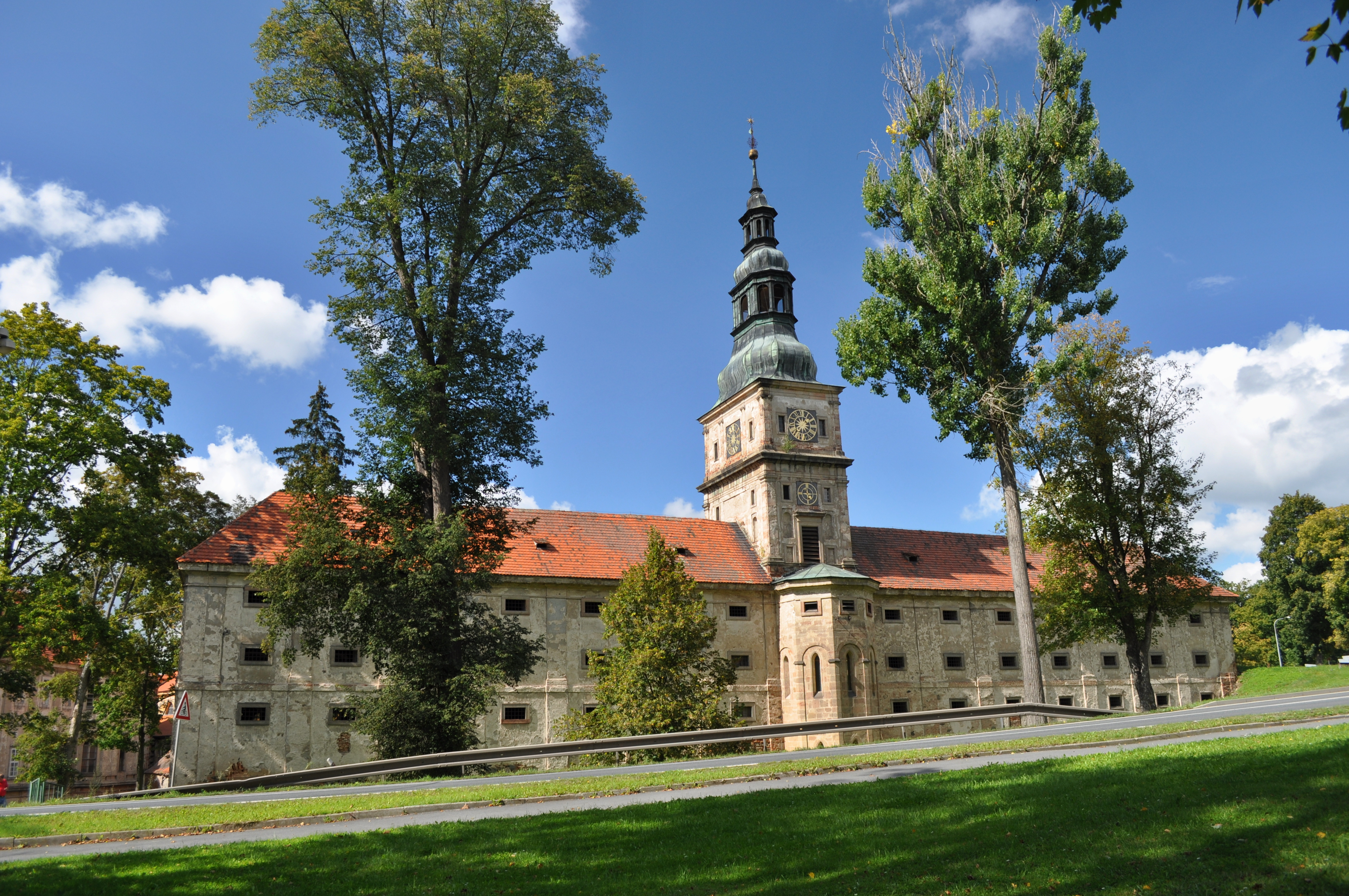
Kornhaus mit Kapelle

Das Zisterzienserkloster wurde 1146 durch den böhmischen König Vladislav II. als Tochterkloster des Klosters Langheim in Oberfranken aus der Filiation der Primarabtei Morimond gegründet. 1431 wurde das Kloster nach der Schlacht bei Taus unter dem Feldherrn Andreas Prokop von den Hussiten niedergebrannt, blieb aber als Kloster bestehen.
Die Klosteranlage wurde mehrfach aus- und umgebaut. Umfangreiche Umbauten erfolgten zwischen 1685 und 1740 durch die Architekten Jean Baptiste Mathey, Jan Blažej Santini-Aichel und Kilian Ignaz Dientzenhofer.
Die Architektur des Barock wurde in den Kapellen und in den Gängen des ersten Stockes durch Freskomalerei von F. A. Müller, J. A. Pink und Josef Kramolín ergänzt. Das Bauwerk war von 1826 bis 1945 im Besitz des Fürstenhauses Metternich, die es zu einer Residenz umgestalten ließen. In der St. Wenzels-Kirche mit dem anschließenden alten Friedhof von Plasy befindet sich die Grablege des Fürsten Klemens Wenzel Lothar von Metternich.
Zur Grundherrschaft des Klosters gehörte eine Propstei mit der Wallfahrtskirche Mariánská Týnice. Die Zisterzienser betrieben mittels des Wassers des Königlichen Stollens, wie ein Kanal genannt wurde, eine Mühle und ein Sägewerk.
Unter dem Landesherrn Joseph II. wurde das Kloster zugunsten des Religionsfonds aufgelöst und 1826 von Klemens Wenzel Lothar von Metternich erworben, der es umbauen ließ und den dazugehörigen Großgrundbesitz, vor allem die Waldgebiete, durch fortschrittliche Ökonomie in ihrem wirtschaftlichen Ertrag förderte. 1918 gelangte der Besitz an die neu gegründete Tschechoslowakei. 1945 wurden die Nachfahren der Fürsten Metternich-Winneburg durch die Beneš-Dekrete enteignet.
Während der kommunistischen Herrschaft in der Tschechoslowakei wurde das Klostergebäude für verschiedene Zwecke verwendet und verfiel. Im Keller unter der Prälatur wurde in den 1960er Jahren als Reaktion auf den Eiserner Vorhang genannten Grenzstreifen zu Bayern ein Schutzraum der Zivilverteidigung installiert. Dabei wurde der alte Barockkeller zerstört.
1993 wurde mit einer Restaurierung der Gebäude begonnen, zwei Jahre später wurde die Klosteranlage zum Nationalen Kulturdenkmal erklärt. Das Gebäude der Prälatur wurde vom Denkmalamt für ein Museum der Technik zur Verfügung gestellt. Im Jahr 2015 wurde vom Technischen Nationalmuseum ein Museum für Architekturgeschichte eingerichtet.
Im Kloster befindet sich eine Gemäldesammlung der Familie Stretti.

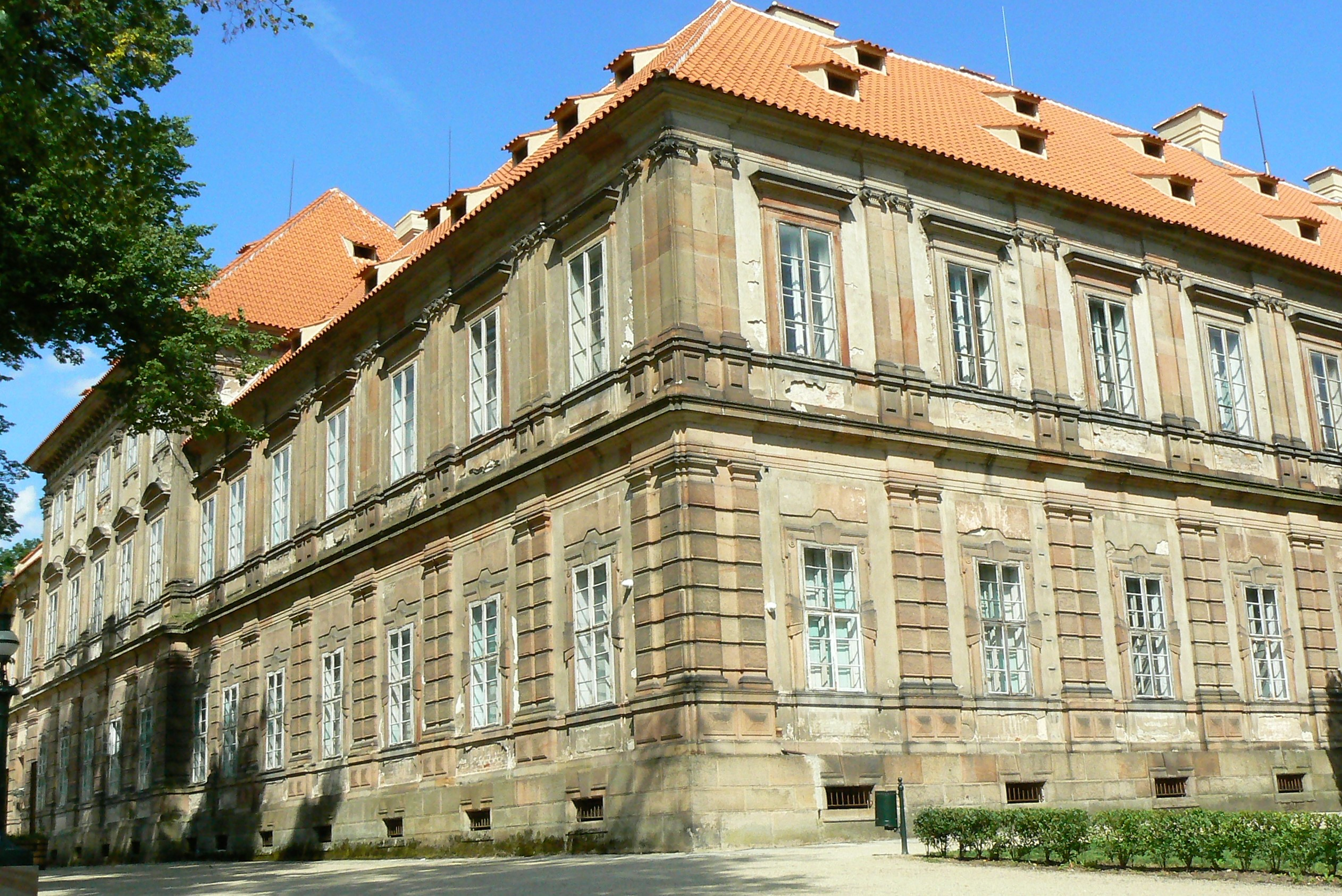
Eingang in den Konvent
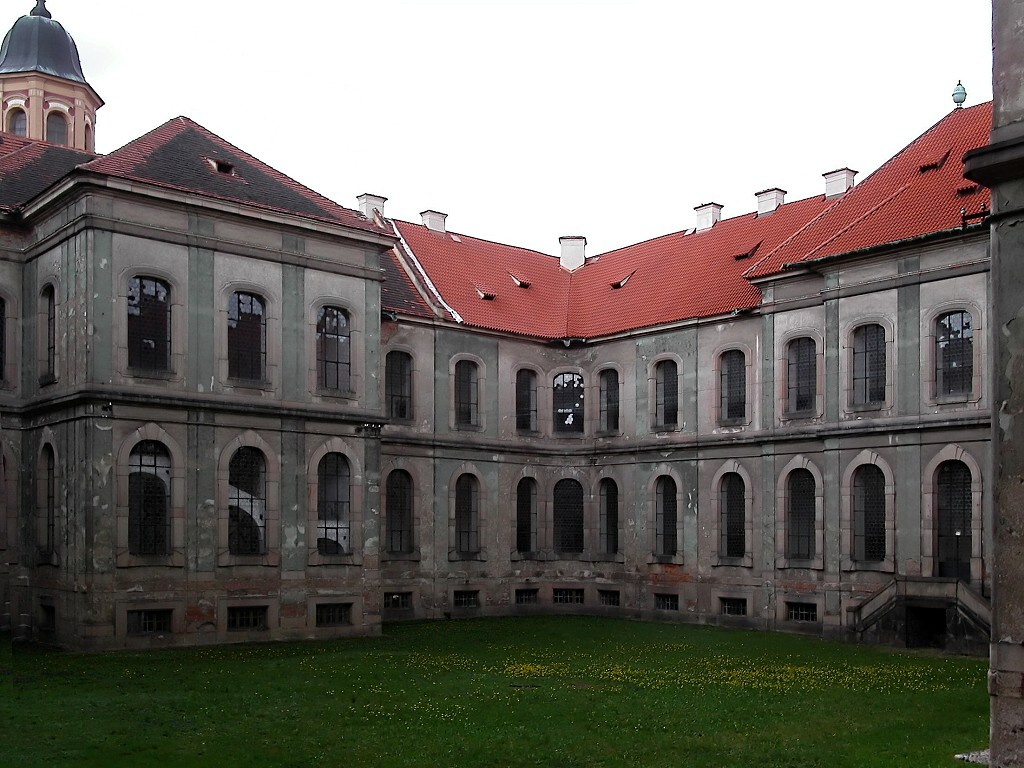
Kreuzgang
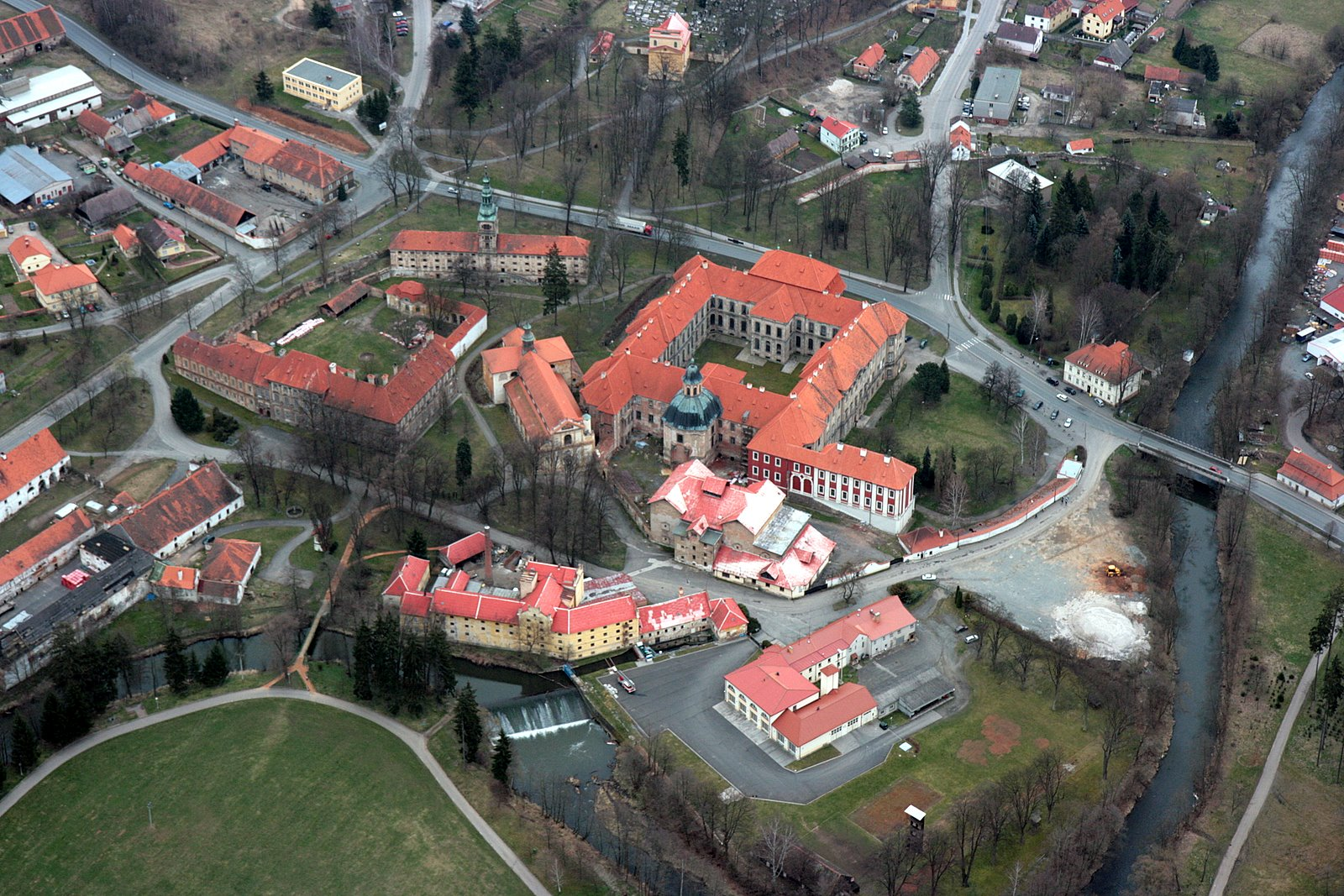
Luftansicht (2007)
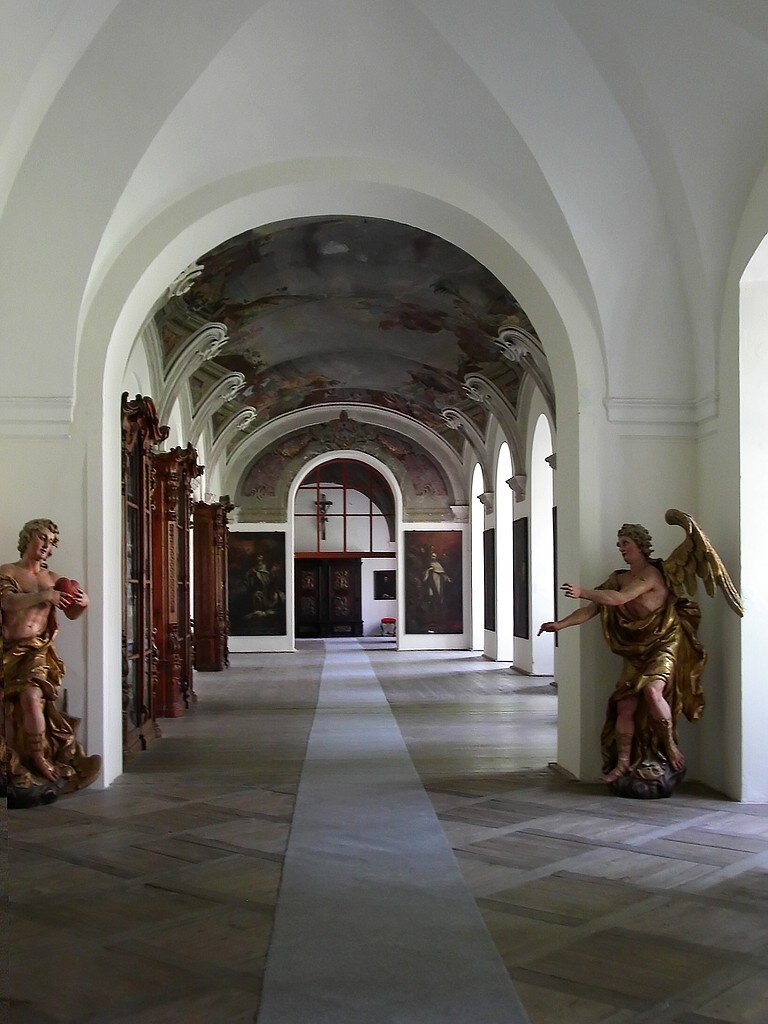
Interieur des Konvents
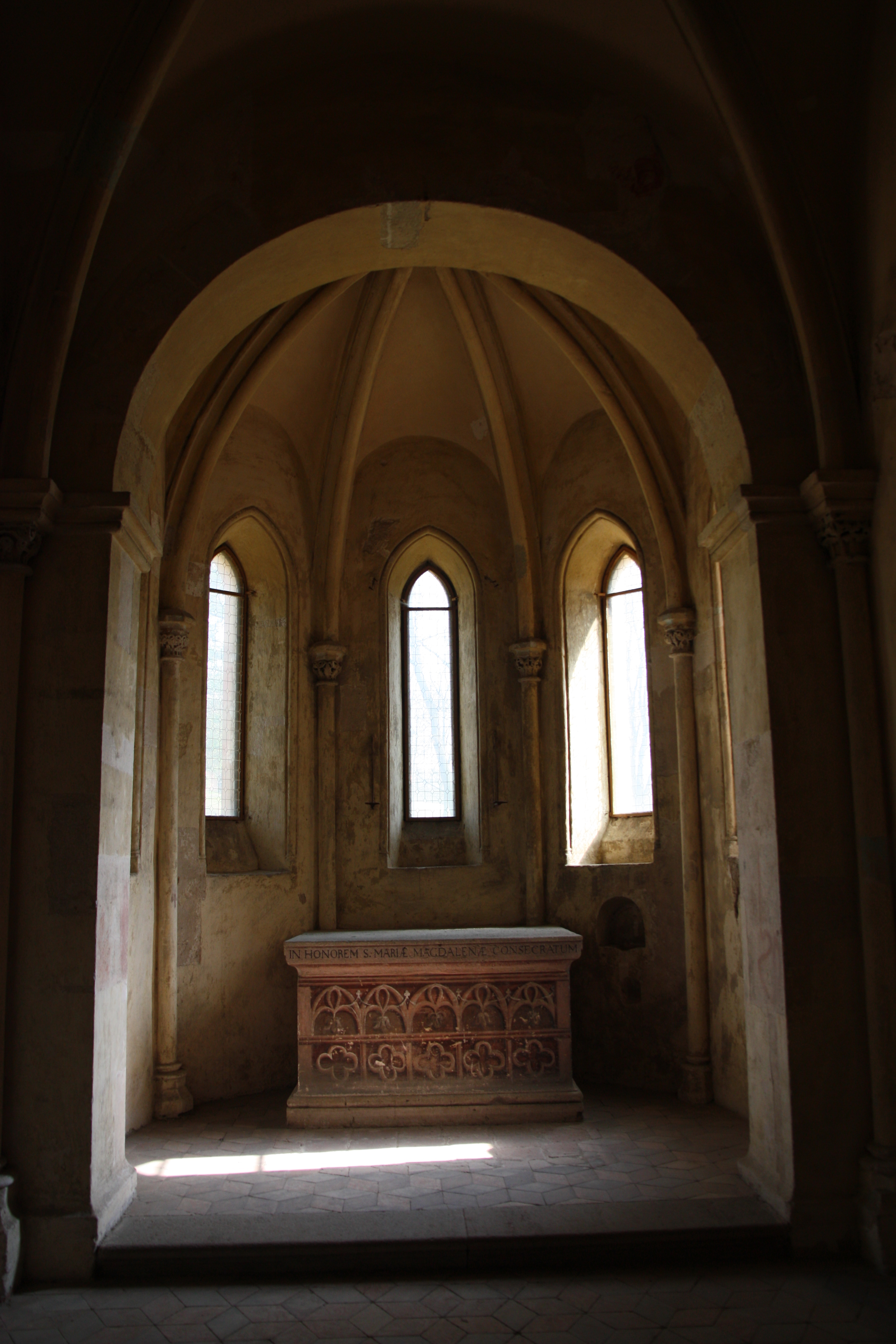
Königskapelle, Obergeschoss, Inneres
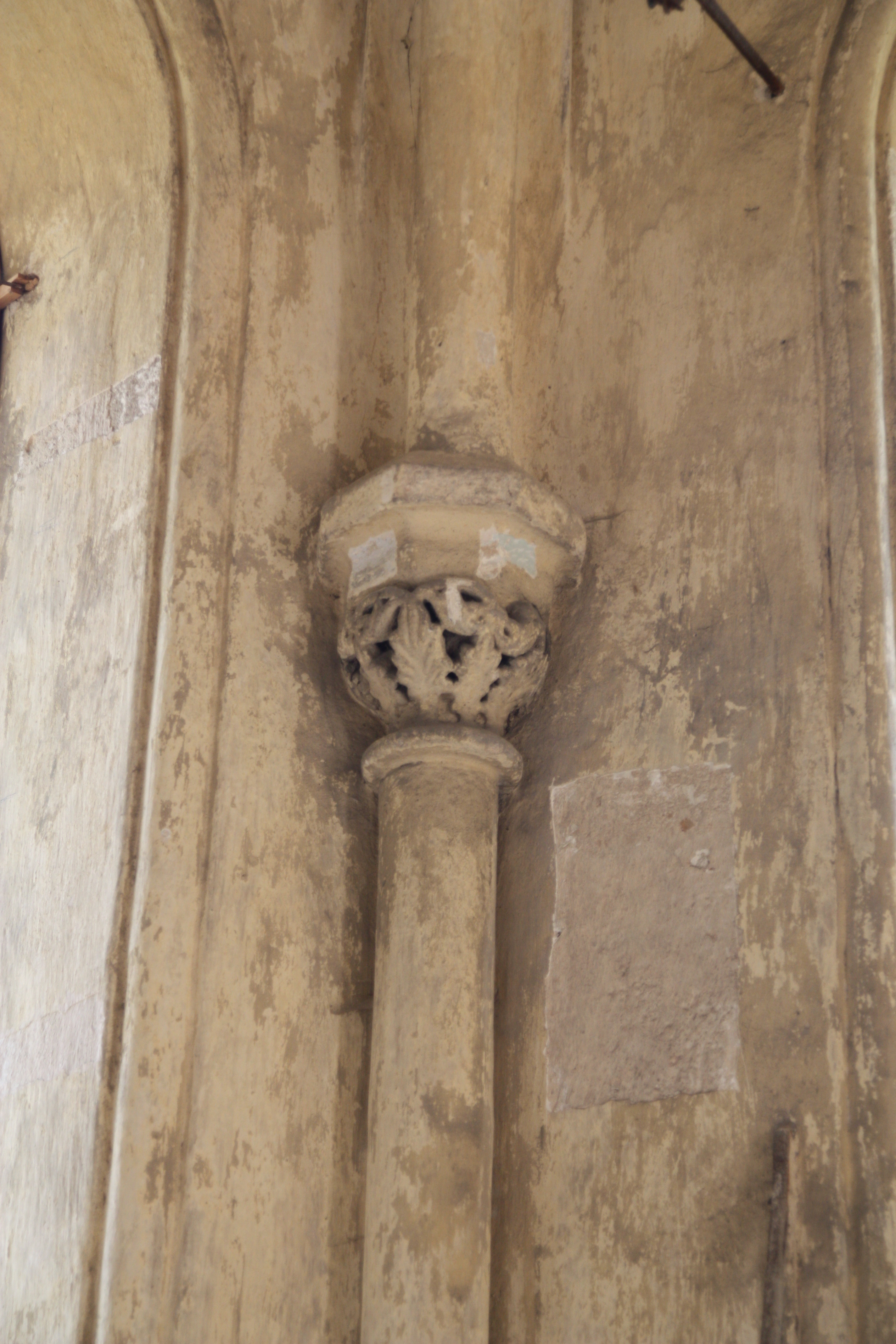
Königskapelle, Kapitell
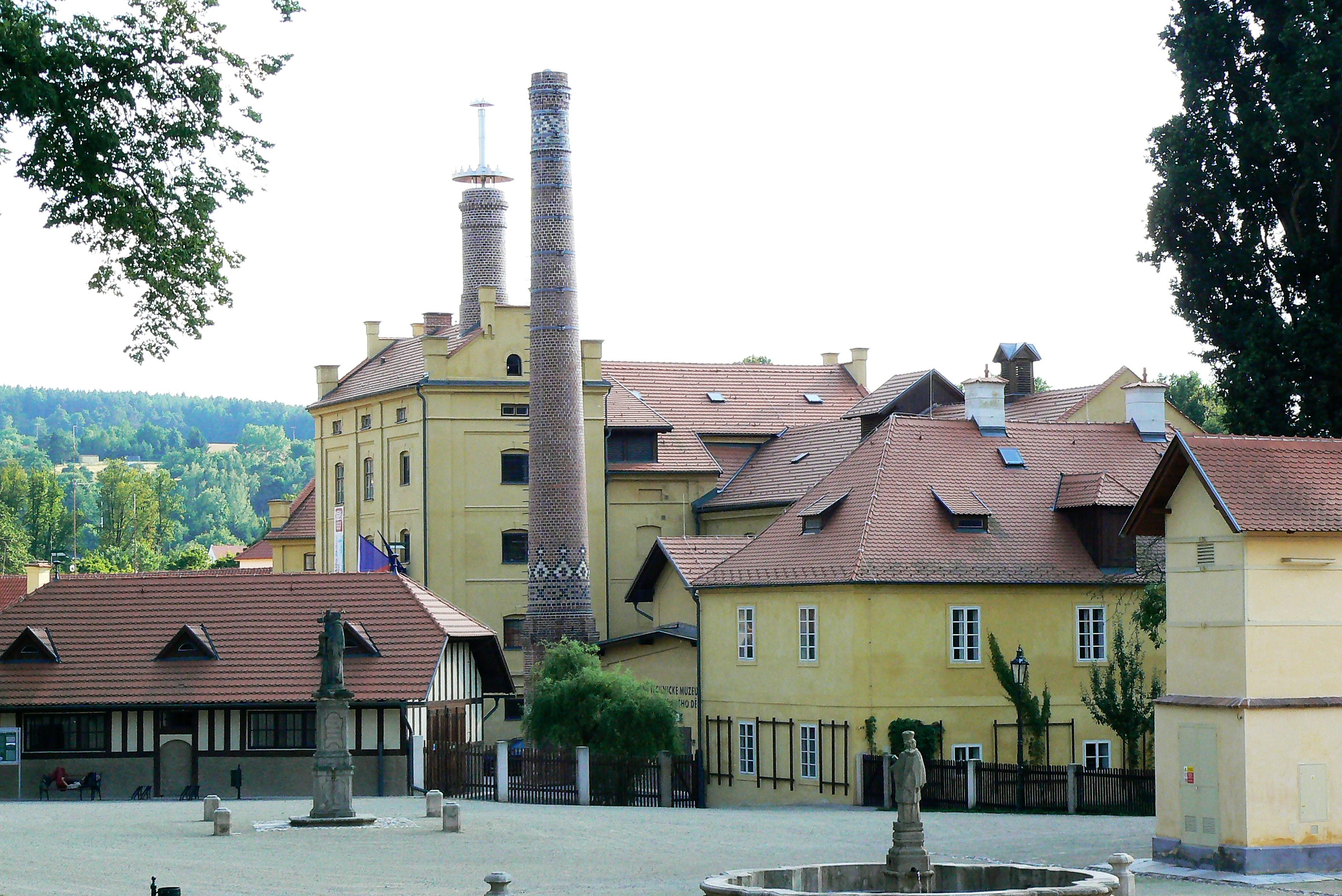
Museum für Architekturgeschichte im ehemaligen Wirtschaftstrakt

## Bauten und Anlage
Die später barockisierte Klosterkirche geht auf einen romanischen Bau zurück, den der Olmützer Bischof Robert 1204 weihte und dessen Disposition (dreischiffiges Langhaus, wobei die Seitenschiffe durch Pfelner abgeschieden sind, Querhaus und Presbyterium mit halbrund geschlossener Apsis) noch im bestehenden Bau erkennbar ist. Auffällig ist das Fehlen von Querhauskapellen. Vom ursprünglich südlich anschließenden Kreuzgang gibt es keine Reste mehr. Das Langhaus wurde noch im 13. Jahrhundert nach Osten verlängert. Das Klostergeviert wurde bis 1628 neu errichtet. Nordöstlich des Chorabschlusses steht die gotische zweistöckige Königskapelle, die aus dem barocken Getreidespeicher hervortritt; ihr Erdgeschoss ist dem böhmischen Landesheiligen Wenzel geweiht, das wesentlich höhere Obergeschoss mit kelchförmigen Dienstkapitellen der hl. Maria Magdalena.
Von der mittelalterlichen Einfriedung des Klosters ist ein in ein Wirtschaftsgebäude integrierter viereckiger Turm erhalten.
1996 realisierte die Lichtkünstlerin Claudia Wissmann ihre Installation Night Falls – Light Falls für den Innenhof des Klosters.